# Cubiceps macrolepis
Cubiceps macrolepis är en fiskart som beskrevs av Agafonova, 1988. Cubiceps macrolepis ingår i släktet Cubiceps och familjen Nomeidae. Inga underarter finns listade i Catalogue of Life.